# Yargo
Yargo là một tổng của tỉnh Kouritenga ở phía đông Burkina Faso. Thủ phủ của tổng này là thị xã Yargo. Theo điều tra dân số năm 1996, tổng này có dân số 14.473 người.

## Các thị xã và các làng
- Yargo (1 014 dân) (thủ phủ)
- Balbzinko (783 dân)
- Balgo (1 680 dân)
- Bissiga (647 dân)
- Bissiga-Peulh (29 dân)
- Daltenga (991 dân)
- Kamsansin (362 dân)
- Kanougou (646 dân)
- Kokossé Tandaga (883 dân)
- Kokossin Nabikome (898 dân)
- Lilyala (575 dân)
- Pissi-Sebgo (965 dân)
- Poétenga (1 216 dân)
- Sawadogo (373 dân)
- Silmaiougou-Boumdoundi (1 110 dân)
- Silmiougou-Peulh (202 dân)
- Silmiougou-Yarcé (850 dân)
- Tandadtenga (506 dân)
- Zanrin (740 dân)